# Gare de Houston
La gare de Houston est une gare ferroviaire des États-Unis, située sur le territoire de la ville de Houston dans l'État du Texas.

## Histoire
La gare actuelle est inaugurée le 26 octobre 1959 par Southern Pacific Railroad  pour remplacer le « Grand central Station » qui fonctionnait depuis septembre 1934 avant d'être cédé au gouvernement fédéral pour en faire un bureau de poste.

## Service des voyageurs

### Desserte
La gare est desservie par une ligne d'Amtrak le Sunset Limited qui relie Los Angeles à Orlando.